# Agence régionale pour l'agriculture et l'alimentation
 (juillet 2025).
L'Agence régionale pour l'agriculture et l'alimentation (ARAA) est une institution spécialisée de la Communauté économique des États de l'Afrique de l'Ouest (CEDEAO) créée pour coordonner les politiques agricoles et alimentaires régionales. Son objectif principal est d'atteindre la souveraineté alimentaire en Afrique de l'Ouest grâce à une intégration économique renforcée,.

## Historique
L'ARAA a été officiellement créée en 2018 lors de la 55ème session de la Conférence des Chefs d'État et de Gouvernement de la CEDEAO à Abuja. Cette création s'inscrit dans la mise en œuvre du Programme détaillé de développement de l'agriculture africaine (PDDAA) et de la Politique agricole de la CEDEAO (ECOWAP),.

## Missions
Les missions prioritaires de l'ARAA sont, :
- Coordonner la mise en œuvre de l'ECOWAP
- Renforcer les capacités des acteurs agricoles régionaux
- Promouvoir les investissements dans l'agriculture
- Développer des systèmes alimentaires résilients
- Faciliter le commerce intra-régional des produits agricoles

## Gouvernance
L'ARAA est structurée autour de :
- Un Conseil des ministres de l'agriculture
- Un Conseil d'administration
- Un Secrétariat exécutif basé à Lomé
- Des comités techniques spécialisés

## Projets majeurs
- Initiative régionale pour l'irrigation au Sahel (IRIS)
- Programme de productivité agricole en Afrique de l'Ouest (PPAAO)
- Système régional de stockage de sécurité alimentaire
- Plateforme d'information sur les marchés agricoles (AGRIMAP)[9],[10]

## Partenariats
L'ARAA travaille en collaboration avec :
- FAO (Organisation des Nations unies pour l'alimentation et l'agriculture)
- CILSS (Comité permanent inter-États de lutte contre la sécheresse dans le Sahel)
- UEMOA (Union économique et monétaire ouest-africaine)
- Groupe de la Banque mondiale

## Financement
Le budget de l'ARAA provient principalement de :
- Contributions des États membres de la CEDEAO
- Subventions de bailleurs internationaux (UE, Banque africaine de développement)
- Fonds fiduciaires régionaux